# Johnson City, Tennessee
Johnson City är en stad (city) i Carter County, Sullivan County och Washington County i delstaten Tennessee i USA. Staden hade 71 046 invånare, på en yta av 112,95 km² (2020).